# 拉巴特 (塔恩-加龙省)
拉巴特（法語：Labarthe，法語發音：[labaʁt]）是法国奧克西塔尼大區塔恩-加龙省的一个市镇，属于蒙托邦区。

## 地理
拉巴特（44°12'30"N, 1°19'3"E）面积23.24 平方千米，位于法国奧克西塔尼大區塔恩-加龙省，该省份为法国西南部内陆省份，北起顺时针与洛特省、阿韦龙省、塔恩省、上加龙省、热尔省和洛特-加龙省接壤。
与拉巴特接壤的市镇（或旧市镇、城区）包括：莫利耶尔、皮科尔内、瓦兹拉克、卡斯泰尔诺蒙拉捷。
拉巴特的时区为UTC+01:00、UTC+02:00（夏令时）。

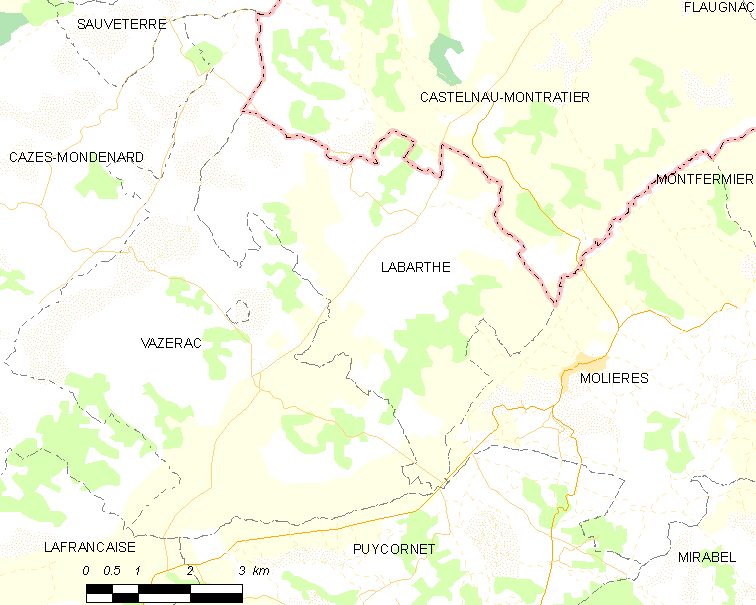
拉巴特的OSM定位图

## 行政
拉巴特的邮政编码为82220，INSEE市镇编码为82077。

## 政治
拉巴特所属的省级选区为塞尔地区-南凯尔西县。

## 人口

1962-2008年间拉巴特人口变化图示

拉巴特于2022年1月1日时的人口数量为390人。